# Ponta Delgada (São Vicente)
Ponta Delgada ist eine Gemeinde (Freguesia) an der Nordküste der portugiesischen Insel Madeira, im Kreis (Concelho) von São Vicente. Die Gemeinde hat eine Fläche von 9,4 km² und 1043 Einwohner (Stand 19. April 2021).

## Herkunft des Ortsnamens
Der älteste Teil des Ortes liegt auf einer schmalen Halbinsel. Das portugiesische Wort „ponta“ bedeutet „Landzunge“ oder „Landspitze“, während „delgada“ auf Deutsch „eng“ oder „schmal“ heißt. Der Ortsname hat demnach die Bedeutung von „Schmale Landzunge“.

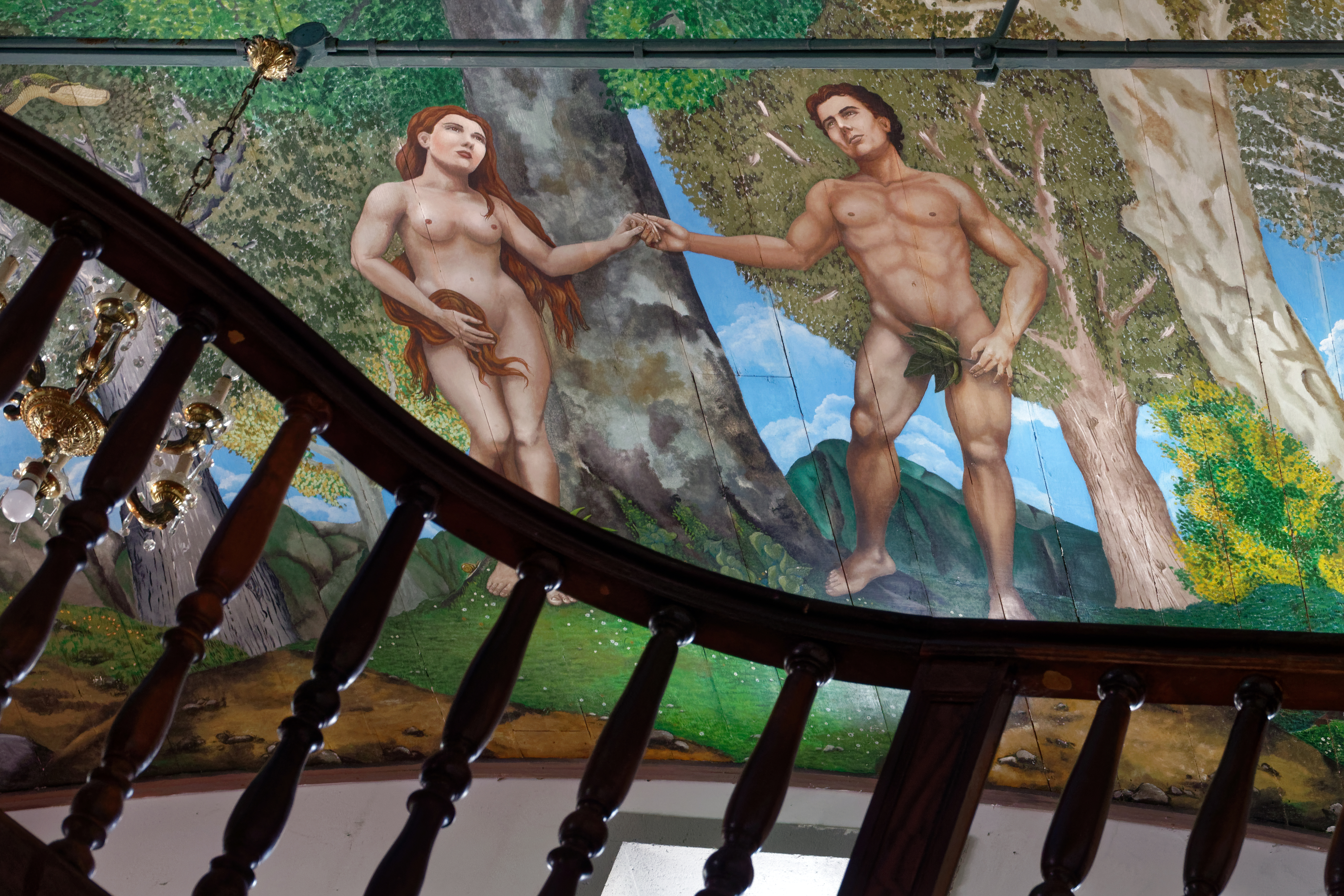
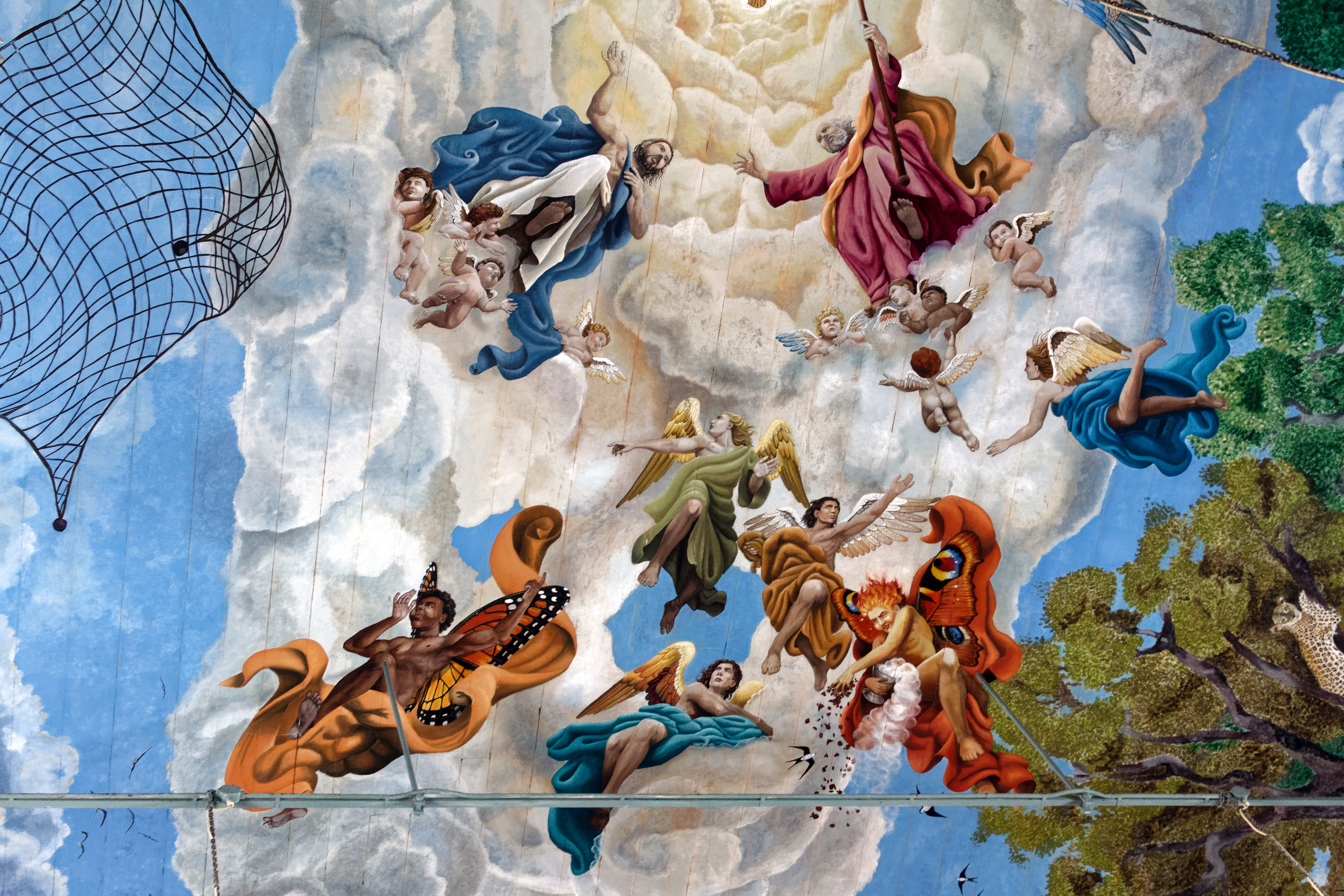
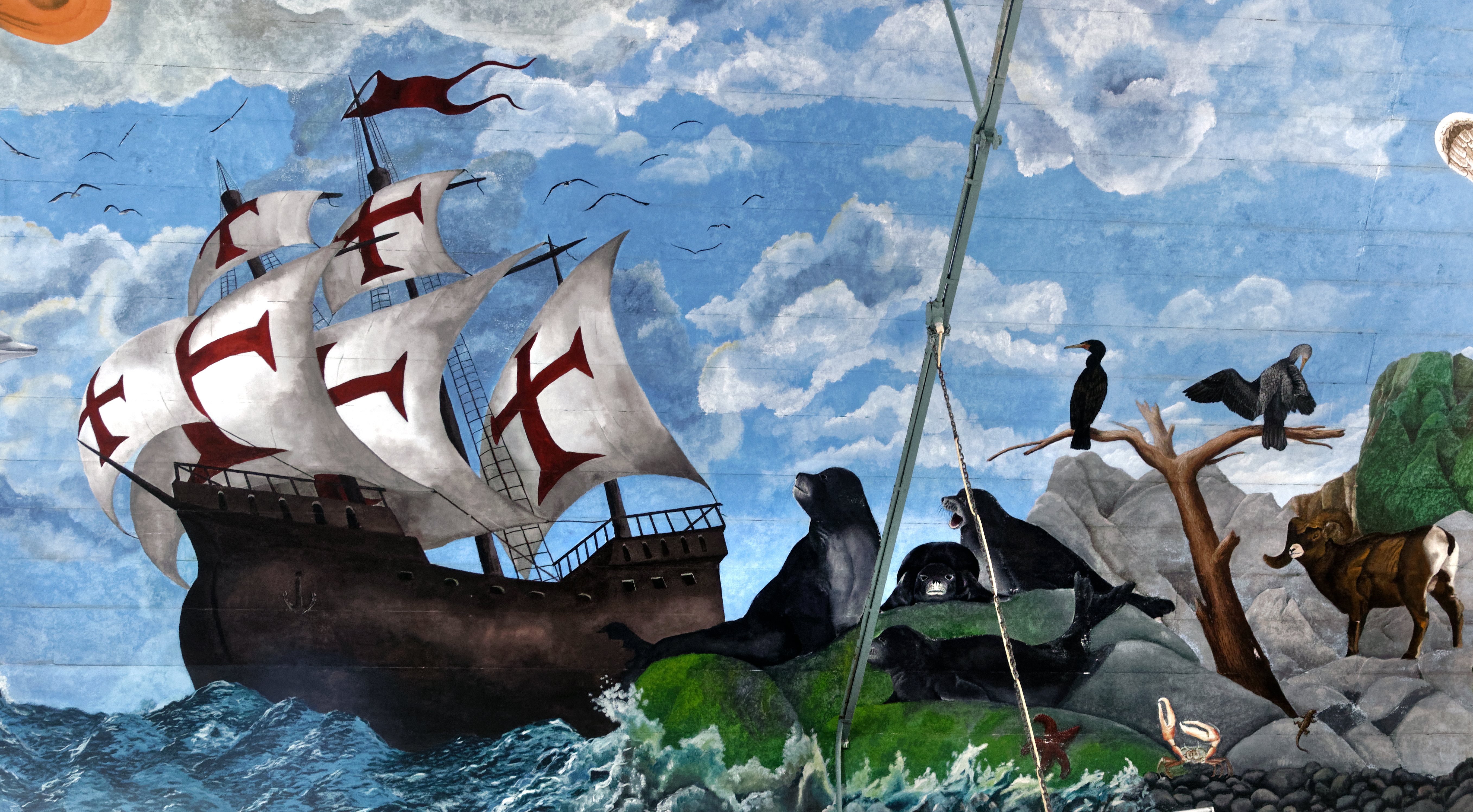
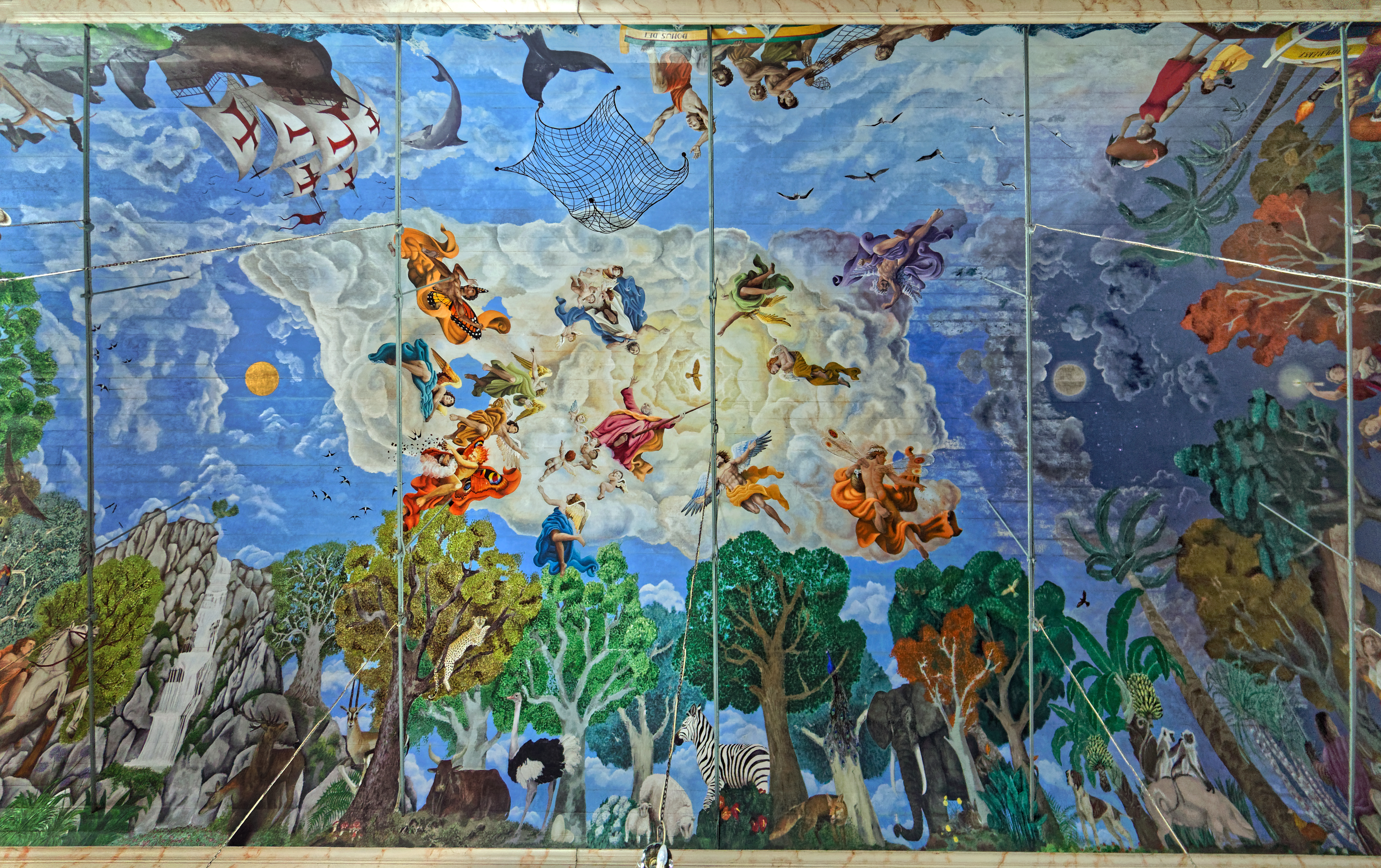
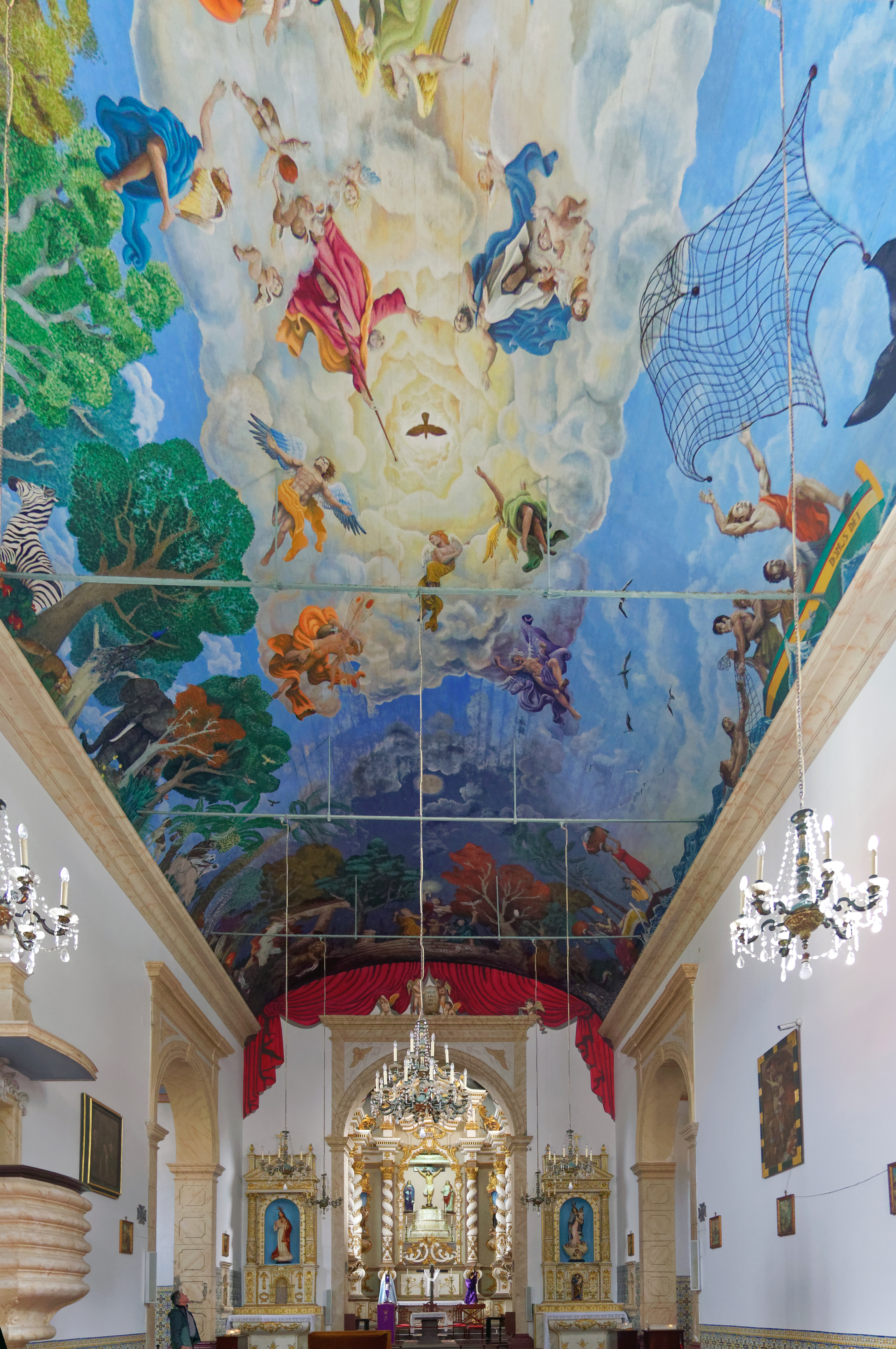

## Geschichte
Nach der Neu-Entdeckung der Insel Madeira durch João Gonçalves Zarco begann 1419 die erstmalige Besiedlung der Insel durch die Portugiesen. Die Ortschaft Ponta Delgada entstand zwischen 1466 und 1469.  Im Jahr 1552 wurde Ponta Delgada zur eigenständigen Gemeinde erhoben. Bis in die 1940er Jahre war Ponta Delgada nicht auf dem Landwege zu erreichen und daher vom Rest Madeiras fast vollständig isoliert.

## Kultur und literarische Referenzen
Der Schriftsteller, Lyriker und Journalist Horácio Bento de Gouveia (1901–1983) wurde hier geboren. In seinem Geburtshaus ist mit der Casa Museu Horácio Bento de Gouveia ein ihm gewidmetes Museum eingerichtet.
Die Schriftstellerin Agustina Bessa-Luís (1922–2019) schrieb den hier spielenden Roman A Corte do Norte (dt. etwa: Der herrschaftliche Hof des Nordens). Er wurde 2009 von João Botelho erfolgreich verfilmt.
Die Kirche Igreja do Senhor Bom Jesus, im 16. Jahrhundert im Stil des Manierismus durch den Umbau einer bereits bestehenden kleinen Kapelle erbaut, ist jedes Jahr am ersten Sonntag im September Ziel einer Wallfahrt, bei der ein hölzernes Kruzifix verehrt wird. Die Kirche fiel am 12. September 1908 einen Brand zum Opfer, bei dem das Kruzifix beschädigt wurde, wurde ab 1910 wieder aufgebaut und 1919 wieder eingeweiht. Bekannt ist die Kirche ebenfalls wegen ihrer farbenfrohen bemalten Holzdecke und ihres dreiteiligen Retabels, auf dem die Anbetung der Heiligen Drei Könige, Johannes der Täufer sowie ein Bischof abgebildet sind. – Beachtenswert ist ebenfalls die kleine, unlängst renovierte Kapelle Capela dos Reis Magos von 1778.

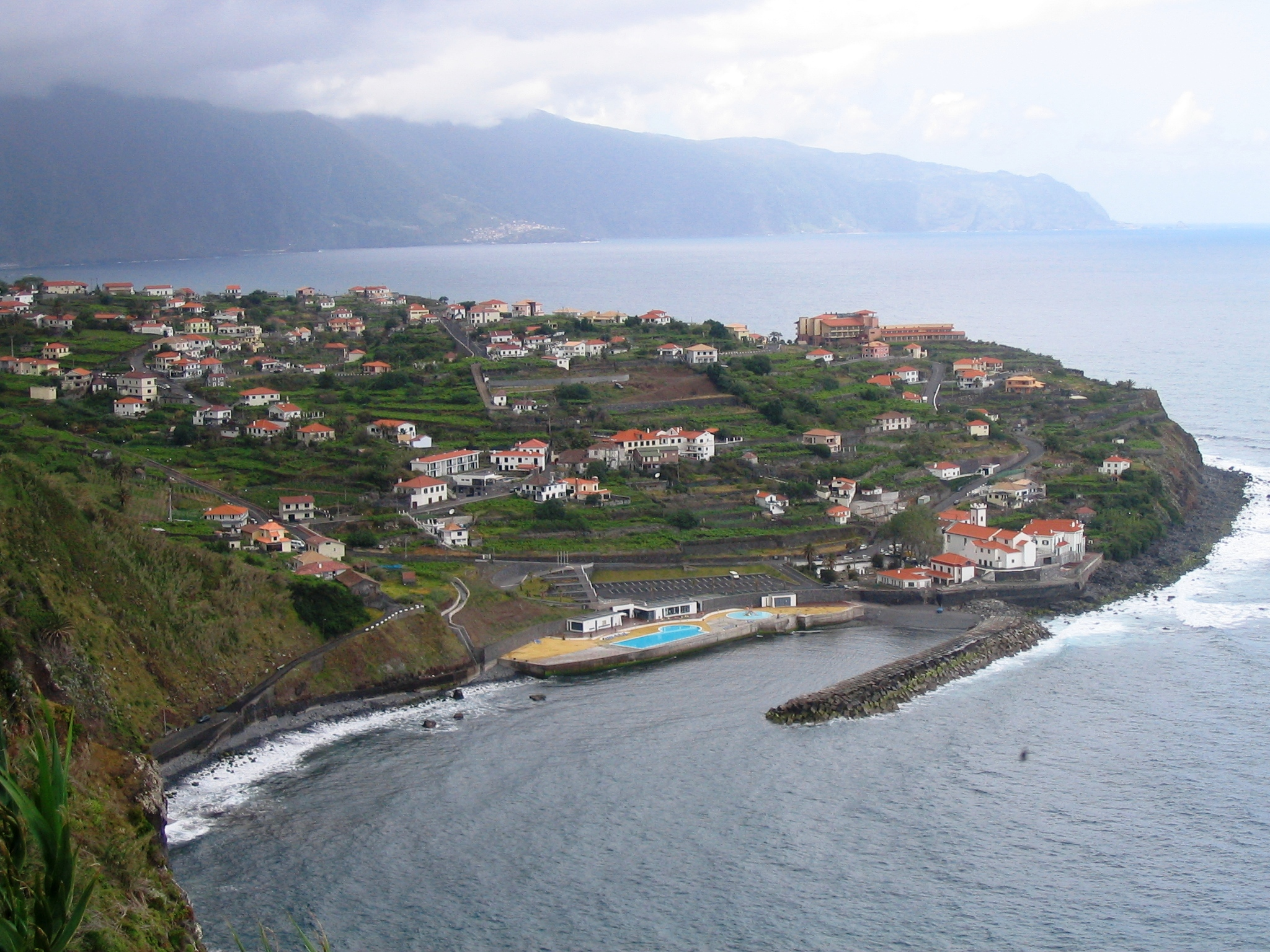
Blick auf Ponta Delgada
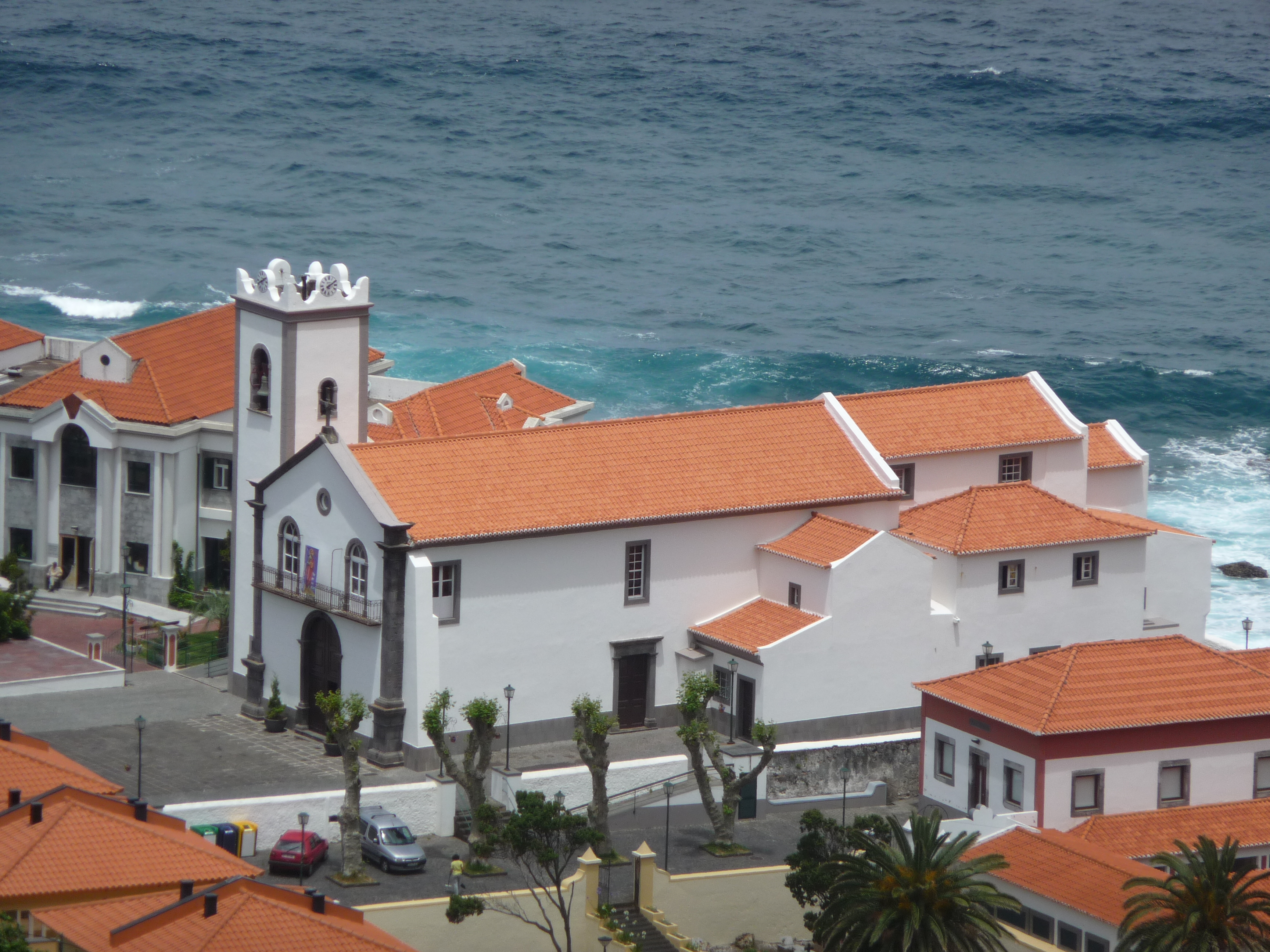
Igreja do Bom Senhor Jesus
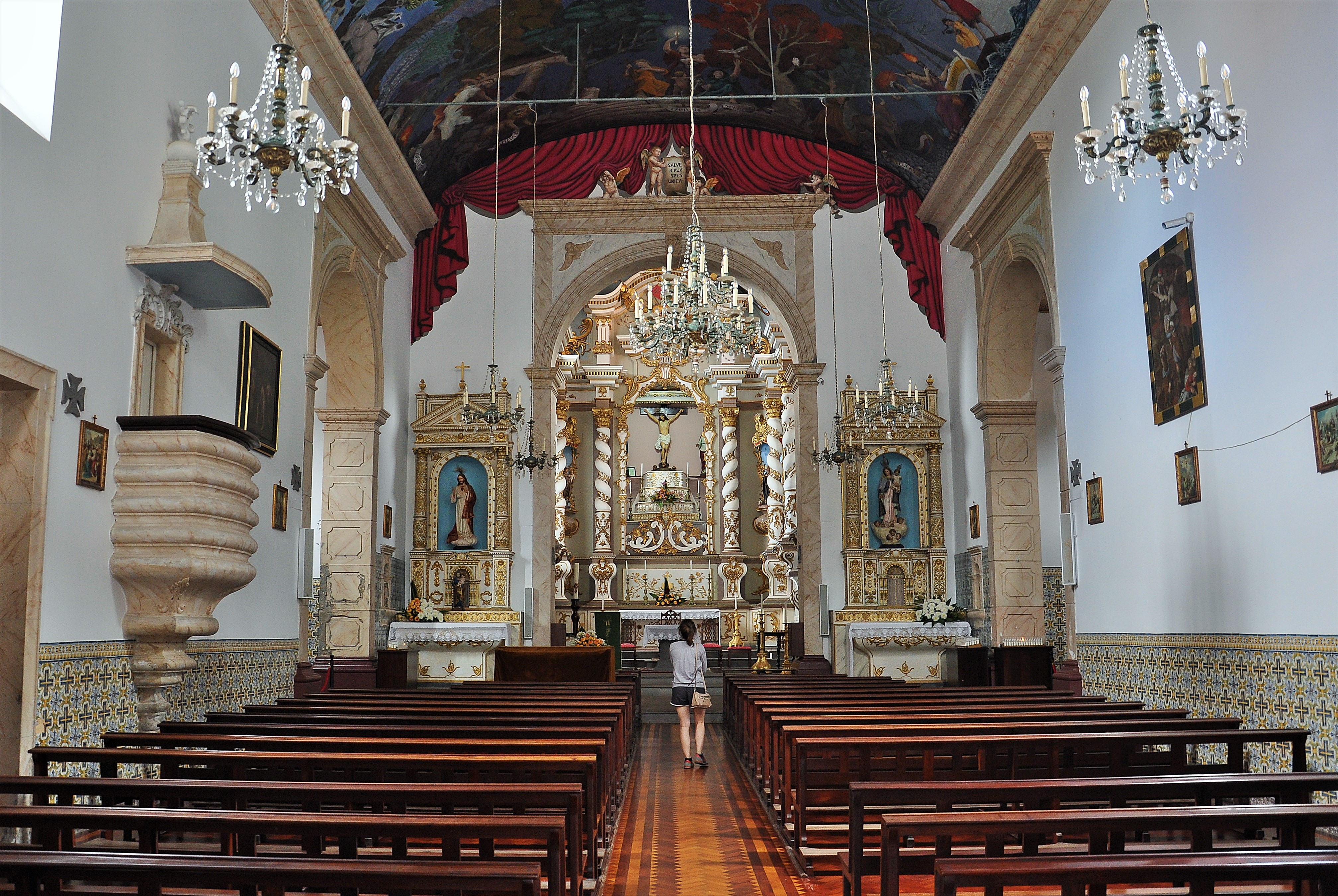
Igreja do Bom Senhor Jesus
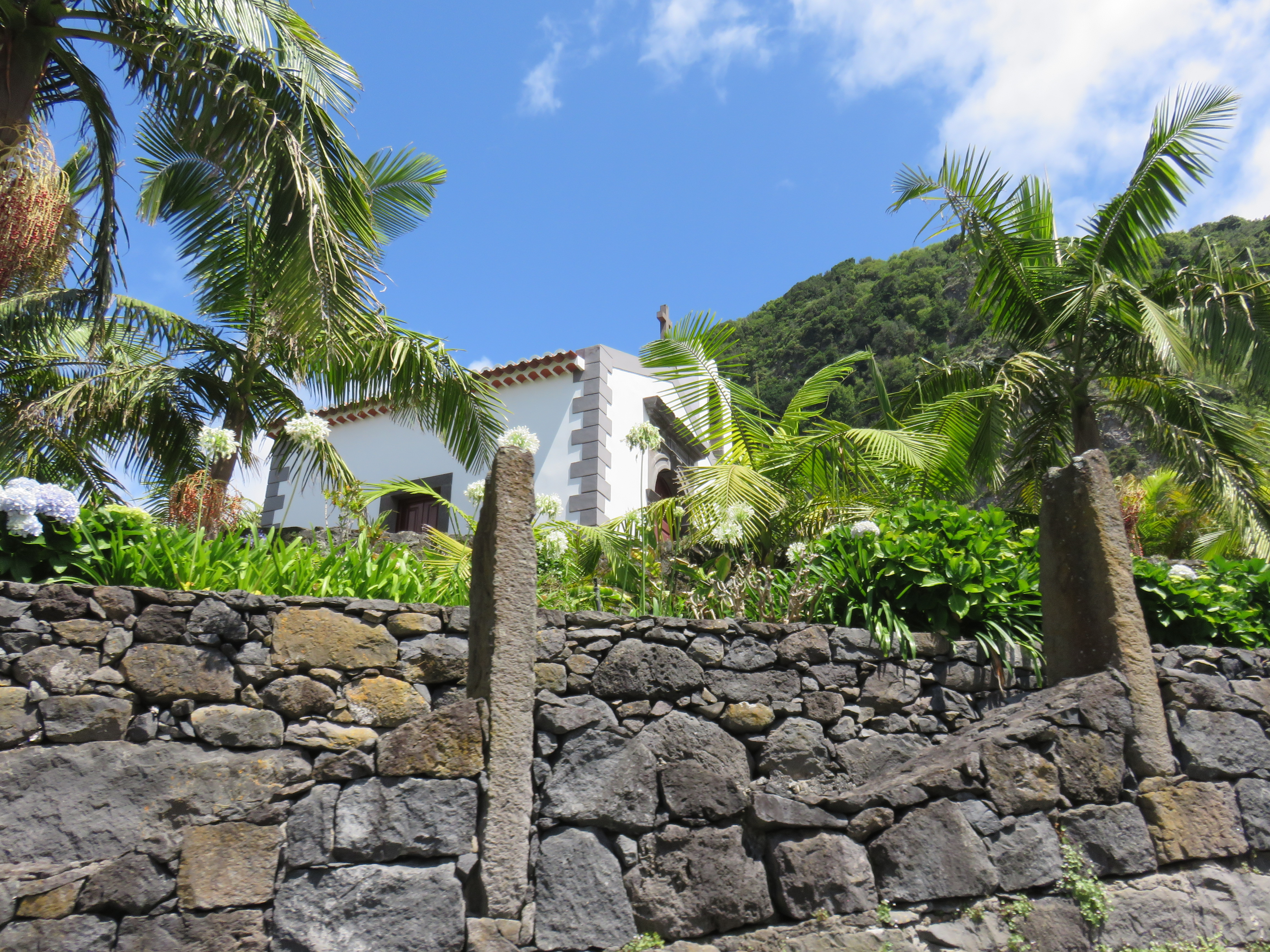
Capela dos Reis Magos